# Fundación El Hacedor
La Fundación El Hacedor es una organización sin fines de lucro creada en agosto de 2007 por el escritor panameño José Luis Rodríguez Pittí con el objetivo de desarrollar proyectos culturales, sociales y educativos, utilizando la literatura, la música, el arte y la creatividad como herramientas de desarrollo personal y comunitario.
Entre otras actividades, la Fundación El Hacedor ha organizado recitales poéticos, encuentros de escritores, talleres, congresos de literatura, cafés literarios, conversatorios, "happenings", conferencias, exhibiciones de artes plásticas y otras actividades culturales en las ciudades de Panamá, La Villa de Los Santos, San Francisco de la Montaña, Chitré, Nueva York, La Habana, Santo Domingo, Buenos Aires, Roma y Florencia.
Por otro lado, la Fundación El Hacedor ha editado varios libros de autores panameños como Annabel Miguelena, Lilian Guevara y Aura Sibila Benjamín. Ha sido además la organización que ha llevado la representación panameña a la Feria del Libro de Guatemala 2008, NY Book Expo 2009, la 36a Feria del Libro de Buenos Aires 2010, la XIV Feria Internacional del Libro de Santo Domingo 2011, la 21a Feria Internacional del Libro Cuba 2012 y la Feria Hispanoamericana del Libro en Ottawa, Canada 2022.
Algunas actividades organizadas por la Fundación El Hacedor han sido: Punto de Convergencia (con La Novena), Arte por la Tierra (con el Programa de las Naciones Unidas para el Medio Ambiente y Sembrarte), Literatour: Cultura en las provincias (con el Instituto Nacional de Cultura de Panamá), Leer es una Fiesta (con la Embajada de Francia en Panamá y la Alianza Francesa), el Congreso Internacional de Literatura Centroamericana (con la Universidad Tecnológica de Panamá y Purdue University), el Foro por la cultura y el desarrollo (con Enredarte, Fundación Danilo Pérez, el Gobierno de Panamá y otros), y el Festival de Arte y Literatura en San Francisco de la Montaña en la provincia de Veraguas, Panamá. En este último proyecto, realizado por primera vez en 2010, fueron convocadas poco más de 20 organizaciones públicas y privadas con el objetivo de llevar arte, música y literatura a las comunidades más pobres del país.